# Da sola/In the Night
Da sola/In the Night è un singolo del duo musicale italiano Takagi & Ketra, pubblicato il 12 gennaio 2018.

## Descrizione
Il brano è stato realizzato mediante la partecipazione vocale dei cantanti Tommaso Paradiso ed Elisa e, al contrario del precedente singolo del duo, si caratterizza per le sonorità marcatamente ispirate alla italo disco in voga negli anni ottanta.

## Tracce
Testi di Tommaso Paradiso e Davide Petrella, musiche di Tommaso Paradiso, Davide Petrella, Alessandro Merli e Fabio Clemente.
1. Da sola/In the Night (feat. Tommaso Paradiso e Elisa) – 3:10

## Classifiche

### Classifiche settimanali
| Classifica (2018) | Posizione massima |
| ----------------- | ----------------- |
| Italia            | 12                |

### Classifiche di fine anno
| Classifica (2018) | Posizione |
| ----------------- | --------- |
| Italia            | 76        |